# Мулланур Вахітов
Мулланур Муллазяновіч Вахітов (тат. Мулланур Муллаҗан Ули Вахитов, 10 серпня 1885 село Казаєва — 19 серпня 1918 року, Казань) — татарський революціонер і суспільно-політичний діяч, учасник Російської революції 1917 року. 

## Життєпис
Брав участь у революційних подіях 1905 року, а в 1906 році вступив до марксистського навчального гуртка. У 1907 році він вступив до економічного відділення Петербурзького політехнічного інституту, перейшовши на юридичний факультет Петербурзького психоневрологічного інституту в 1912 році. Тут він зустрівся з Володимиром Бехтеревим, Михайлом Фрунзе, Яковим Гамарником, Ларисою Рейснер. У цей час організував навчальний гурток для мусульманських студентів. До квітня 1917 р. Вахітов знову опинився в Казані, де взяв участь у Мусульманському соціалістичному комітеті (МСК), під впливом Комуністичної партії в Казані. Був редактором пропагандистської газети Qızıl Bayraq («Червоне знамено»). 
У жовтні 1917 року Вахітов став членом Казанської ВРК. У січні 1918 року його призначили комісаром Центрального мусульманського комісаріату наркомнатів (Народним комісаріатом у справах національностей) та головою Центральної військової колегії, приєднаною до Народного комісаріату військових та військово-морських справ.

## Смерть
У серпні 1918 році він брав участь у захисті Казані від наступу військ Чехословацьких легіонів. Однак його схопили і повісили.